# Lecteria microcephala
Lecteria microcephala är en tvåvingeart som först beskrevs av Jacques-Marie-Frangile Bigot 1858.  Lecteria microcephala ingår i släktet Lecteria och familjen småharkrankar.
Artens utbredningsområde är Gabon. Inga underarter finns listade i Catalogue of Life.